# Bourke
Bourke is een plaats in de Australische deelstaat New South Wales, en telt 2413 inwoners (2006).
Op 32 kilometer van Bourke ligt de berg Mount Oxley.